# Eudorylas acroapex
Eudorylas acroapex är en tvåvingeart som först beskrevs av Hardy 1962.  Eudorylas acroapex ingår i släktet Eudorylas och familjen ögonflugor.
Artens utbredningsområde är Madagaskar. Inga underarter finns listade i Catalogue of Life.